# Associació Espanyola de Climatologia
L'Associació Espanyola de Climatologia (AEC, Asociación Española de Climatología en castellà) és una associació de caràcter científic l'objectiu de la qual és fomentar l'estudi del clima i el progrés de les ciències de l'atmosfera a l'estat espanyol. Es troba oberta a científics i professionals procedents de tots els camps del coneixement directament implicats o interessats en l'estudi del clima. Pretén impulsar i difondre les investigacions interdisciplinàries sobre tots els aspectes de la Climatologia i contribuir a resoldre els múltiples reptes que planteja a la societat actual.
L'AEC es va fundar el 17 de desembre de 1997 al Departament de Geografia de la Universitat Autònoma de Madrid. Amb caràcter biennal, l'AEC celebra reunions científiques per a intercanviar idees i promoure iniciatives amb la finalitat d'analitzar i continuar avançant en la investigació del clima i la seva variabilitat. Altres activitats que promou l'AEC per a complir els seus objectius consisteixen en l'organització de seminaris que facilitin la discussió i difusió de treballs científics, així com la preparació de cursos especialitzats.